# Madeinusa
Madeinusa és una pel·lícula hispano-peruana dirigida per Claudia Llosa, estrenada l'any 2006. Ha estat doblada al català.

## Argument
A Manayaycuna (literalment en quítxua « lloc al qual no es pot entrar »), poble perdut als Andes peruans, durant les festivitats de la Setmana Santa. Segons les tradicions sincretistes locals, el pecat no existeix durant tres dies. Madeinusa és elegida «Verge» de les festivitats. El seu pare Don Cayo, alcalde del poble, només esperava aquest dia per desflorar-la... però l'arribada del jove Salvador, vingut de Lima, trastocarà les coses.

## Repartiment
- Magaly Solier: Madeinusa
- Yiliana Chong: Chale
- Carlos J. de la Torre: Salvador
- Juan Ubaldo Huamán: Cayo

## Premis i nominacions

### Premis
- Festival del film de Rotterdam: Premi FIPRESCI
- Festival del cinema llatinoamericà de Lima 2006: Segon premi al millor primer film i Premi CONACINE
- Festival del film de Mar del Plata 2006: Premi Roberto Tato Miller al millor film llatinoamericà
- Festival Cine Ceará de Fortaleza 2006: Millor guió, millor fotografia (Raúl Pérez Ureta)
- Festival de Cartagena 2007: Esment especial (Claudia Llosa), millor actriu (Magaly Solier)

### Nominacions
- Festival de Cinema de Sundance 2006: Gran Premi (secció World-Dramatic)
- Festival de Cartagena 2007: Millor film

## Crítica
- "La pel·lícula té força, està ben explicada encara que per moments se li noti massa la seva voluntat de discurs; però la seva estratègia narrativa és tan intel·ligent com, en el fons, plenament assumible."[3]